# Pedicularis villobracteata
Pedicularis villobracteata är en snyltrotsväxtart som beskrevs av C. Koch. Pedicularis villobracteata ingår i släktet spiror, och familjen snyltrotsväxter. Inga underarter finns listade i Catalogue of Life.